# Gonolobus salvinii
Gonolobus salvinii är en oleanderväxtart som beskrevs av William Botting Hemsley. Gonolobus salvinii ingår i släktet Gonolobus och familjen oleanderväxter. Inga underarter finns listade i Catalogue of Life.